# Le Renard et la Cigogne
Ne doit pas être confondu avec Le Loup et la Cigogne.
Le Renard et la Cigogne est la dix-huitième fable du livre I de Jean de La Fontaine situé dans le premier recueil des Fables de La Fontaine, édité pour la première fois en 1668. Cette fable est constituée de deux parties : la cigogne tombe dans le piège du renard, puis le renard tombe dans son propre piège cette fois-ci tendu par la cigogne. La morale est : « Trompeurs, c'est pour vous que j'écris : Attendez vous à la pareille. »
La source de cette fable vient d' Ésope qui a inspiré Plutarque (Propos de table, I, 1) et Phèdre.

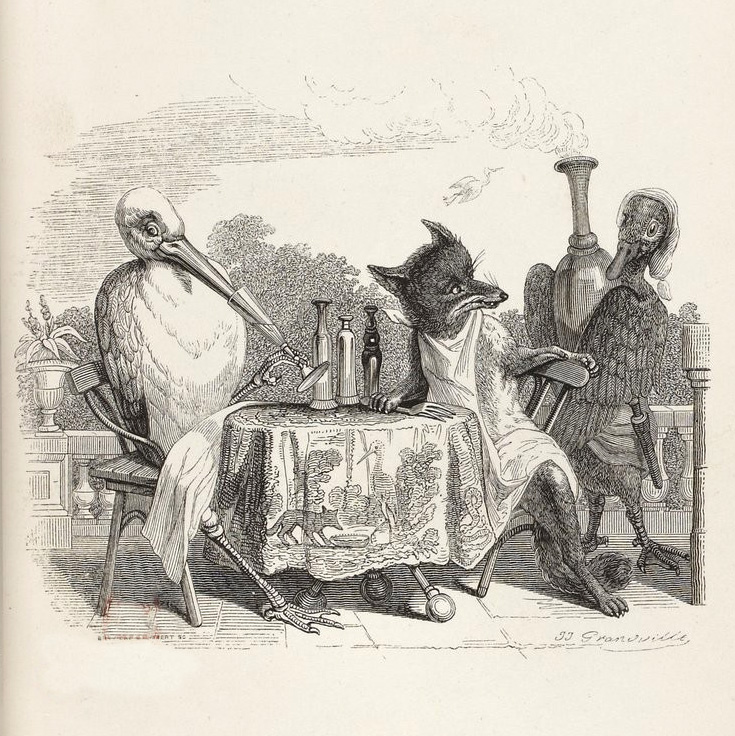
Illustration de Grandville (1838-1840)

## Texte
LE RENARD ET LA CIGOGNE
[Phèdre, + Isaac Nicolas Nevelet]

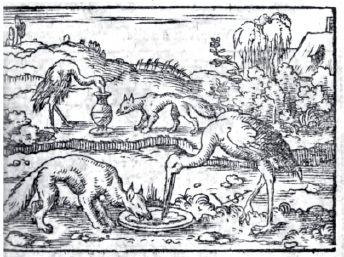
Illustration dans "Mythologia Aesopica" d'Isaac Nicolas Nevelet (1610)

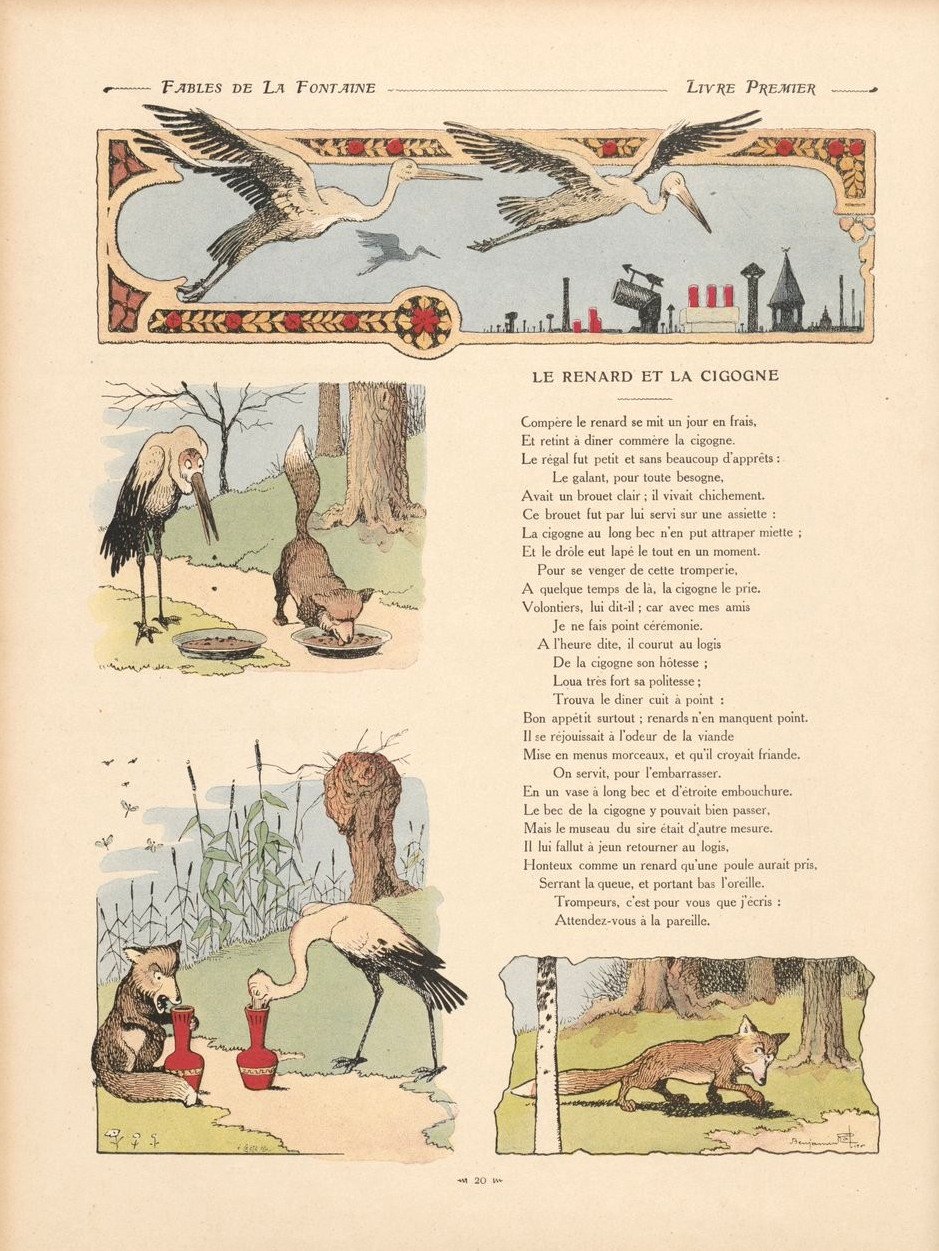
Illustration de Benjamin Rabier (1906)

Compère (1) le Renard se mit un jour en frais,
Et retint à dîner commère la Cigogne (2).
Le régal fut petit et sans beaucoup d'apprêts (3) : 
Le galand (4), pour toute besogne (5),
Avait un brouet (6) clair ; il vivait chichement.
Ce brouet fut par lui servi sur une assiette :
La Cigogne au long bec n'en put attraper miette ; 
Et le drôle (7) eut lapé le tout en un moment. 
Pour se venger de cette tromperie, 
À quelque temps de là, la Cigogne le prie. 
" Volontiers, lui dit-il, car avec mes amis 
Je ne fais point cérémonie." 
À l'heure dite, il courut au logis 
De la Cigogne son hôtesse ; 
Loua très fort sa politesse ; 
Trouva le dîner cuit à point. 
Bon appétit (8) surtout ; renards n'en manquent point. 
Il se réjouissait à l'odeur de la viande 
Mise en menus morceaux, et qu'il croyait friande (9). 
On servit, pour l'embarrasser,  
En un vase à long col, et d'étroite embouchure : 
Le bec de la Cigogne y pouvait bien passer ; 
Mais le museau du sire (10) était d'autre mesure. 
Il lui fallut à jeun retourner au logis, 
Honteux comme un Renard qu'une Poule aurait pris, 
Serrant la queue, et portant bas l'oreille.    
Trompeurs, c'est pour vous que j'écris : 
Attendez-vous à la pareille.
Vocabulaire

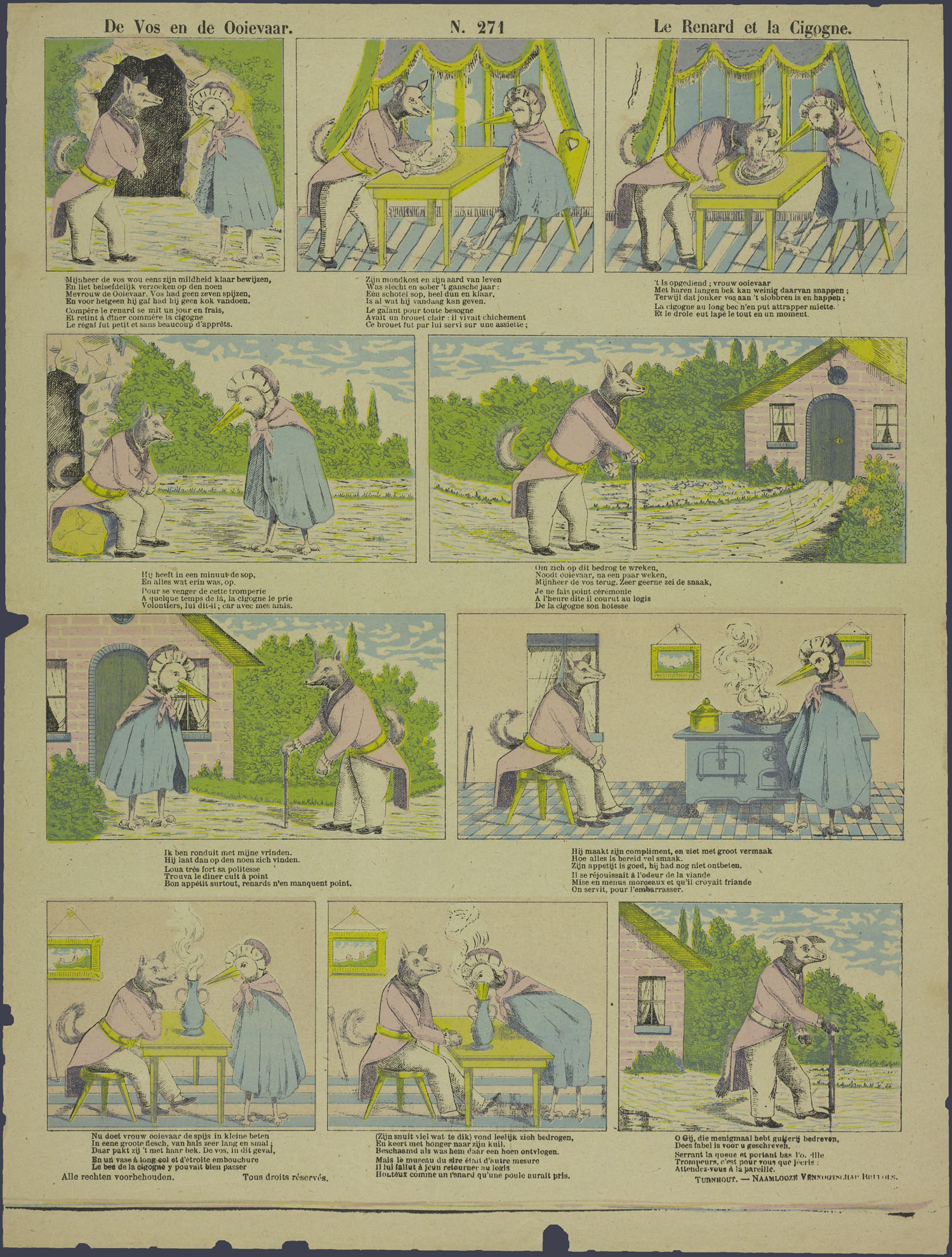
"Le Renard et la Cigogne", version bilingue néerlandais et français

(1) compère et commère : le parrain et la marraine, puis par extension, les bons amis qui vivent ensemble sur un pied d'égalité
(2) le titre des éditions anciennes s'écrit "Le Renard et le Cicogne" (du latin cicogna) mais La Fontaine écrivait  : "cicogne".
(3) "Ce qu'on prépare pour quelque cérémonie, réjouissance ou festin" (dictionnaire de Furetière)
(4) rusé, habile, fripon
(5) "travail, occupation à quoi que ce soit qui soit utile" (dictionnaire de Furetière)
(6) "bouillon qu'on portait autrefois aux nouvelles mariées le lendemain de leurs noces [...] se dit aussi d'un méchant potage" (dictionnaire de Furetière)
(7) "Homme de débauche prêt à tout faire, plaisant et gaillard" "madré et dangereux" (dictionnaire de Furetière)
(8) Ellipse qui donne de la vitalité au style : il avait bon appétit
(9) appétissante, "délicate et bien assaisonnée" (dictionnaire de Furetière)
(10) Applique au peuple, ce titre souvent "s'emploie en raillerie" (dictionnaire de Furetière)